# Smyriodes galearia
Smyriodes galearia är en fjärilsart som beskrevs av Achille Guenée 1858. Smyriodes galearia ingår i släktet Smyriodes och familjen mätare. Inga underarter finns listade i Catalogue of Life.